# Ektopi
Ektopi är ett begrepp inom medicin som används för att beskriva processer eller vävnader som sker på fel plats i kroppen. Exempelvis:
- Ektopisk fettinlagring - När fett lagras i fel vävnader, exempelvis vid steatohepatit.
- Ektopisk pacemaker - När pacemakerpotentialen i hjärtats förmak inte genereras i SA-noden.
- Ektopisk graviditet - Utomkvedshavandeskap, det vill säga när fostret börjar utvecklas utanför livmodern, exempelvis i äggledarna.
- Ektopisk uretär - när en urinledare inte ansluter till urinblåsan, utan exempelvis till urinröret.